# U-571
O Unterseeboot 571 foi um submarino alemão que serviu na Kriegsmarine durante a Segunda Guerra Mundial.
Nos 454 dias que esteve no mar em missão de patrulhamento o U-571 afundou  e danificou 7 navios mercantes totalizando 54 693 toneladas de arqueação. Colocou a pique em 26 de agosto de 1941 o navio auxiliar da Marinha da Rússia Marija Uljanova da Marinha Real Britânica.
O submarino foi afundado por um bem sucedido ataque aéreo de um avião bombardeiro do tipo Short Sunderland, na costa oeste da Irlanda.

## Características técnicas
O U-571 pertenceu a classe de u-boot Tipo VIIC. Com os primeiros submarinos sendo comissionados no início da Segunda Guerra Mundial esta classe de submergíveis foi a maior a ser produzida em todos os tempos. A família de barcos em que o U-571 estava incluído permitiu que a Kriegsmarine atuasse no Atlântico Norte causando significativo prejuízo ao esforço de guerra dos Aliados, afundando navios e interrompendo o fornecimento de provisões e armamentos.
O Tipo VIIC foi uma evolução do Tipo VIIB, sendo maior e mais pesado, e como consequência com uma velocidade um pouco menor que o seu antecessor. O aumento de espaço interno foi uma necessidade para acomodar um novo tipo de sonar que passou a equipar os U-boot, e fez com que o seu casco fosse alongado.

## Comandantes

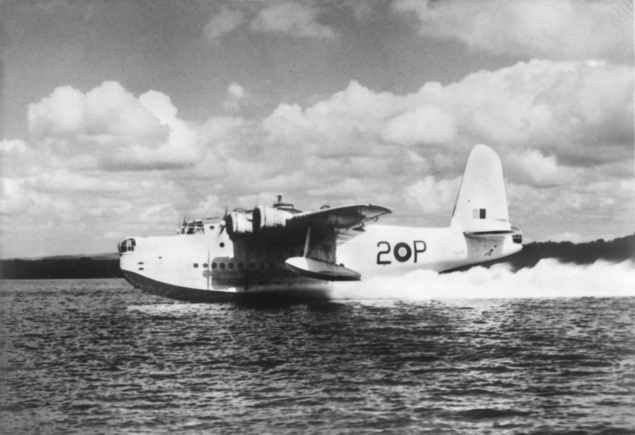
Bombardeiro Short Sunderland modelo Mark III operado pelo Esquadrão 461 (RAAF).

O Korvettenkapitän Helmut Möhlmann (1913-1977) esteve no comando do navio por 344 dias. Foi sucedido no comando pelo Oberleutnant zur See Gustav Lüssow (1917-1944) que afundou com o submarino e toda a tripulação após após um ataque com cargas de profundidade bem sucedido de um avião da Força Aérea Real Australiana (RAAF)(Sqdn 461/D).
| Comandante      | Período                                    |
| --------------- | ------------------------------------------ |
| Helmut Möhlmann | 22 de maio de 1941 - 31 de maio de 1943    |
| Gustav Lüssow   | 31 de maio de 1943 - 28 de janeiro de 1944 |

## Operações

### Patrulhas
Em sua sétima patrulha de guerra o barco foi atacado por uma aeronave no Atlântico Norte e sofreu pesados danos que obrigou o U-571 a retornar à base.
|       | Comandante             | Partida                | Partida    | Chegada                 | Chegada    | Dias     | Tonelagem afundada |
| ----- | ---------------------- | ---------------------- | ---------- | ----------------------- | ---------- | -------- | ------------------ |
| 1     | Kptlt. Helmut Möhlmann | 18 de agosto de 1941   | Trondheim  | 27 de agosto de 1941    | Kirkenes   | 10       | 3 870              |
|       | Kptlt. Helmut Möhlmann | 28 de agosto de 1941   | Kirkenes   | 5 de setembro de 1941   | Kiel       | 9        |                    |
|       | Kptlt. Helmut Möhlmann | 18 de outubro de 1941  | Kiel       | 19 de outubro de 1941   | Arendal    | 2        |                    |
| 2     | Kptlt. Helmut Möhlmann | 22 de outubro de 1941  | Arendal    | 26 de novembro de 1941  | La Pallice | 36       |                    |
| 3     | Kptlt. Helmut Möhlmann | 21 de dezembro de 1941 | La Pallice | 27 de janeiro de 1942   | La Pallice | 38       |                    |
| 4     | Kptlt. Helmut Möhlmann | 10 de março de 1942    | La Pallice | 7 de maio de 1942       | La Pallice | 59       | 24 319             |
| 5     | Kptlt. Helmut Möhlmann | 11 de junho de 1942    | La Pallice | 7 de agosto de 1942     | La Pallice | 58       | 30 374             |
| 6     | Kptlt. Helmut Möhlmann | 3 de outubro de 1942   | La Pallice | 14 de novembro de 1942  | La Pallice | 43       |                    |
| 7     | Kptlt. Helmut Möhlmann | 22 de dezembro de 1942 | La Pallice | 19 de fevereiro de 1943 | La Pallice | 60       |                    |
| 8     | Kptlt. Helmut Möhlmann | 22 de março de 1943    | La Pallice | 23 de março de 1943     | La Pallice | 2        |                    |
|       | Kptlt. Helmut Möhlmann | 25 de março de 1943    | La Pallice | 1 de maio de 1943       | La Pallice | 38       |                    |
| 9     | OLt zS Gustav Lüssow   | 8 de junho de 1943     | La Pallice | 1 de setembro de 1943   | La Pallice | 86       |                    |
| 10    | OLt zS Gustav Lüssow   | 26 de dezembro de 1943 | La Pallice | 28 de dezembro de 1943  | La Pallice | 3        |                    |
| 11    | OLt zS Gustav Lüssow   | 8 de janeiro de 1944   | La Pallice | 28 de janeiro de 1944   | afundado   | 21       |                    |
| Total | Total                  | Total                  | Total      | Total                   | Total      | 454 dias | 58 563             |

Kptlt. (Kapitänleutnant) = Capitão-tenente

OLt zS. (Oberleutnant zur See) = Capitão de mar e guerra

### Operações conjuntas de ataque
O U-571 participou dos seguinte operações de ataque combinado durante a sua carreira:

- Stosstrupp (30 de outubro de 1941 - 4  de novembro de 1941)
- Raubritter (4 de novembro de 1941 - 17 de novembro de 1941)
- Störtebecker (17 de novembro de 1941 - 22 de novembro de 1941)
- Seydlitz (27 de dezembro de 1941 - 16 de janeiro de 1942)
- Endrass (12 de junho de 1942 - 17 de junho de 1942)
- Pantera (10 de outubro de 1942 - 20  de outubro de 1942)
- Veilchen (20 de outubro de 1942 - 7 de novembro 1942)
- Delphin (26 de dezembro de 1942 - 19 de janeiro de 1943)
- Landsknecht (19 de janeiro de 1943 - 28 de janeiro de 1943)
- (Sem nome) (27 de março de 1943 - 30 de março de 1943)
- Adler (7 de abril de 1943 - 13 de abril de 1943)
- Meise (13 de abril de 1943 - 25 de abril de 1943)
- Rügen (15 de janeiro de 1944 - 26 de janeiro de 1944)
- Hinein (26 de janeiro de 1944 - 28 de janeiro de 1944)

Rudeltaktik (em alemão) também conhecida como Wolf pack (em inglês) foi uma tática de combate para ações conjuntas usada pelos submarinos da Kriegsmarine na Batalha do Atlântico e Marinha dos Estados Unidos na Guerra do Pacífico durante a Segunda Guerra. A tática copia o modelo de ataque utilizado por uma matilha de lobos.

### Navios atacados peloU-571
| Data              | Nome do navio                    | Toneladas | Nacionalidade   | Tipo de navio            | Tipo de ataque       |
| ----------------- | -------------------------------- | --------- | --------------- | ------------------------ | -------------------- |
| 26 de agosto 1941 | MV Marija Uljanova               | 3 870     | União Soviética | navio de passageiro      | torpedo              |
| 29 de março 1942  | SS Hertford                      | 10 923    | Reino Unido     | navio cargueiro a vapor  | torpedo              |
| 6 de abril 1942   | MV Koll                          | 10 044    | Noruega         | navio petroleiro a motor | torpedo e artilharia |
| 14 de abril 1942  | SS Margaret                      | 3 352     | Estados Unidos  | navio cargueiro a vapor  | torpedo              |
| 7 de julho 1942   | SS Umtata                        | 8 141     | Reino Unido     | navio cargueiro a vapor  | torpedo              |
| 8 de julho 1942   | SS J. A. Moffet Jr.              | 9 788     | Estados Unidos  | navio petroleiro a vapor | torpedo              |
| 9 de julho 1942   | SS Nicholas Cuneo                | 1 051     | Honduras        | navio cargueiro a vapor  | artilharia           |
| 15 de julho 1942  | SS Pennsylvania Sun (danificado) | 11 394    | Estados Unidos  | navio petroleiro a motor | torpedo              |

SS (steam ship) - navio movido a vapor de caldeira 

MV (motor vessel) - navio movido a motor de combustão interna